# Ketter

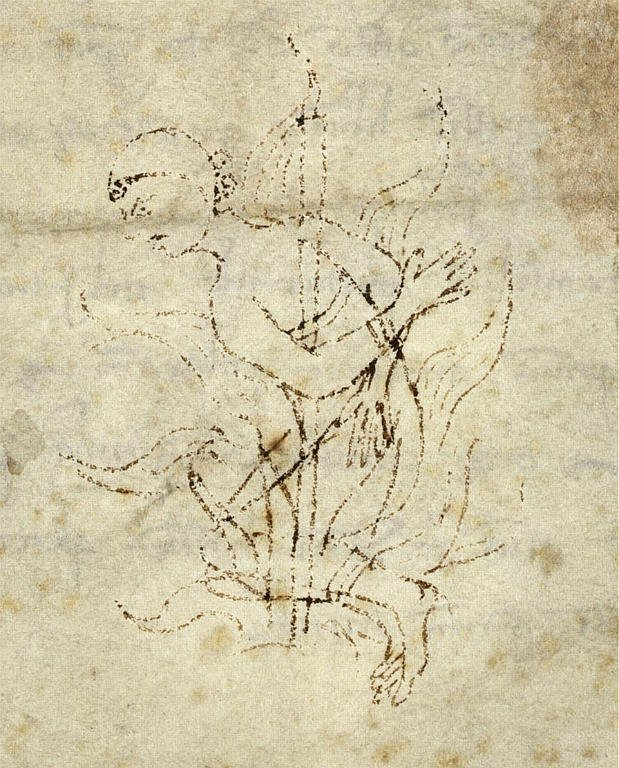
Dertiende-eeuwse ketter op de brandstapel

Een ketter is een aanhanger van een leerstelling die in tegenspraak is met datgene wat een bepaalde geloofsgemeenschap beschouwt als de fundamentele geloofsleer. Wie als ketter wordt gezien, hangt steeds af van het perspectief van waaruit wordt gekeken: de groep waartoe men zelf behoort kan andere groepen als ketter beschouwen en omgekeerd kan de eigen groep door een andere geloofsovertuiging als ketter worden beschouwd.
Het woord ketter kan ook in algemene zin gebruikt worden. Het heeft dan een pejoratieve betekenis om iemands afwijkende opvattingen op een negatieve wijze weer te geven.
In oude tijden is het begrip voor het eerst door de Rooms-Katholieke Kerk gebruikt om haat te zaaien tegen de stroming van de Katharen, op te roepen tot geweld tegen hen en grootschalige moordpartijen te rechtvaardigen.

## Etymologie
De uitdrukking ketter stamt uit de middeleeuwen, uit de periode dat de Katholieke Kerk en de koningen van Frankrijk in conflict waren met de katharen (1. van het Grieks Καθαρος = rein, of 2. van het gelatiniseerde Katzer).

## Ketter en Kerk
Een ketter houdt vast aan een onorthodox verklaarde leerstelling en beschouwt deze desondanks als in overeenstemming met de orthodoxie (het geheel van leerstellingen van een kerk). Daarom is een ketter niet hetzelfde als een afvallige (apostaat). Een afvallige verwerpt immers de gehele orthodoxie an sich.
Na verloop van tijd kan een ketterse beweging een nieuwe Kerk vormen. Zo zijn de protestante kerken bijvoorbeeld begonnen als een ketterse groep binnen de Katholieke Kerk. Al snel hadden die nieuwe protestantse kerken weer hun eigen ketters.

## Vervolging

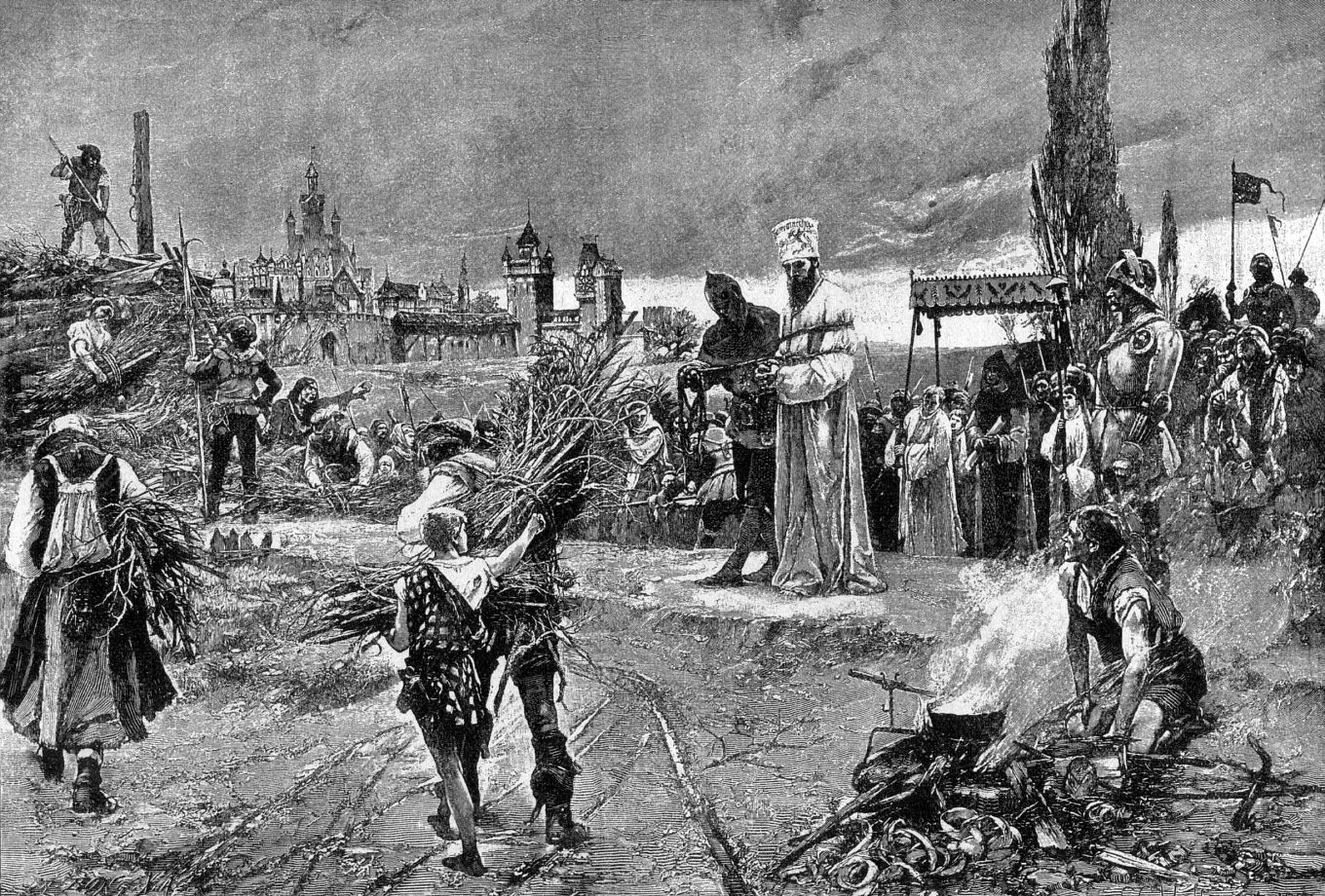
Geromantiseerde negentiende-eeuwse weergave van de verbranding van Jan Hus

Ketters en hun opvattingen werden vervolgd. Deze vervolging kwam en ging met golven en was in sommige perioden uitzonderlijk wreed. Daarbij speelden zowel de kerkelijke als wereldlijke overheid een rol. Aanvankelijk stond op ketterij vooral verbeurdverklaring van bezit en gevangenschap. In het begin van de 13e eeuw werd door keizer Frederik II vastgelegd dat op "ketterij" de doodstraf stond. Paus Gregorius IX stelde het beding dat in zulk geval alleen de kerk bevoegd zou zijn tot de vaststelling of een ketterij daadwerkelijk voorlag. In die tijd ontstond ook de Inquisitie, het apparaat voor de bekering van ketters, dat bekend is geworden door grootschalige vervolgingen van met name de Katharen. In de middeleeuwen stond op ketterij de doodstraf, die werd voltrokken door het zwaard (onthoofding) voor mannen, levend begraven voor vrouwen en/of de brandstapel (verbranding).

## Maatschappelijke betekenis

### Hoogmoed en sociale strijd
Vanaf de vroegchristelijke tijd was een ketter volgens gelovigen de drager van de meest verschrikkelijke vorm van geestelijke hoogmoed. De subversiviteit van het ketter-zijn bestond uit het zelfbewustzijn dat mensen blijkbaar bracht tot de overtuiging dat zij hun eigen weg konden gaan tegen het kerkelijk leergezag en dus tegen God in. Zo schreef Augustinus, de heilig verklaarde kerkvader: "Superbia mater est omnium hereticorum" (Hoogmoed is de moeder van alle ketters).
Ketterijen ontstonden onder allerlei lagen in de bevolking. Sommige (vooral latere) ketterijen gedijden het best onder de gegoede burgerij, andere onder de minstbedeelden. Als pogingen om zich te onttrekken aan de aloude sociale ordening en de daarbij horende verdeling van aardse goederen zouden sommige ketterijen (met grote voorzichtigheid) gezien kunnen worden als voorlopers van de latere sociale bewegingen.

De Vorstermanbijbel is de meest gelezen Bijbelvertaling in de eerste helft van de zestiende eeuw, door zowel katholieken als hervormingsgezinden. Deze uitgave is geïllustreerd met prenten van Jan Swart en Lucas van Leyden. In 1546 oordeelt de Katholieke Kerk dat deze Bijbelvertaling ketters is en wordt de uitgave verboden. Museum Catharijneconvent

## Hedendaagse visie
Sommige vrijzinnige groepen gelovigen in de moderne tijd zien de ketter als iemand die aangestoken is door dat oude apostolische enthousiasme van de eerste christenen, dat in de structuren van de georganiseerde Kerk voorgoed verloren leek. Door zich te verzetten tegen de veilige structuren, door zich erbuiten te wagen, wordt de ketter een "verworpene der aarde", een martelaar. De ketters waren dan ook inderdaad zeer overtuigd, en bereid te sterven voor hun idealen.
Een andere mening dan die van sommige vrijzinnige groepen gelovigen is de volgende: ketters, bijvoorbeeld de katharen, voelden zich juist helemaal niet veilig in de kerk-structuren en hadden die kerk ook helemaal niet nodig omdat ze een directe inzicht in- en openbaring van- het goddelijke meenden te hebben. Ze hoorden niet bij de kerk, omdat zij vonden dat zij een authentiek inzicht/geloof hadden (zie gnosticisme). Omdat ze daardoor een gevaar waren voor de machtspositie van de kerk in die tijd, werden ze vervolgd en gedood, tenzij ze zich bekeerden tot het "ware" geloof. Dan werden ze dus monddood gemaakt en was het gevaar voor de kerk geneutraliseerd. Alleen de principiële andersdenkenden (de ketters) die zich niet monddood lieten maken, omdat ze daarna niet meer in vrede met zichzelf konden leven, bleven een gevaar voor de kerk en werden soms gedood als afschrikwekkend voorbeeld.
In de Rooms-Katholieke Kerk gaat men uit van de stelling dat elke vorm van ketterij zijn oorsprong vindt in een zonde van de kerk. In het algemeen handhaaft de kerk daarom het beginsel "hard voor de zonde, mild voor de zondaar". Dit principe stond doorgaans voorop in de vervolging van ketters, hetgeen verklaart waarom ketters ongemoeid werden gelaten na herroeping van hun opvattingen en gedane boete.

### Ketters en kerken
In het algemeen kwam vervolging van mensen die gebrandmerkt werden als ketter in nagenoeg alle kerken van het christendom voor. Een illustratie hiervan vormt de tragische persoon van Giordano Bruno, die werd vervolgd door lutheranen, calvinisten en katholieken, of die van Michael Servet, die op de brandstapel stierf.